# Scott MacKenzie (snooker)
Pour les articles homonymes, voir Scott MacKenzie et MacKenzie.
Scott MacKenzie est un joueur professionnel de snooker de nationalité écossaise. Il est né le 21 juillet 1980 et vit dans le Renfrewshire.
Auteur d'une carrière inachevée, il n'atteint que pour meilleur classement la 59e place mondiale.

## Carrière
Sa première apparition dans le tableau final d'un tournoi de classement a lieu lors du championnat des joueurs 2004, où il bat James Wattana au dernier tour des qualifications, mais finit par perdre face à Marco Fu au premier tour du tableau final (5-1).
Lors de l'Open de Chine 2006, il gagne les quatre tours de qualifications, puis bat Li Hang au tour préliminaire, par 5-2, Matthew Stevens, par 5-4 en seizième de finale et se qualifie pour la première fois pour les huitièmes de finale d'un tournoi de classement. Il rencontre alors Mark Williams, le futur vainqueur, qui le bat sèchement (5-0).
Par la suite, il réalise un beau parcours lors du championnat du Royaume-Uni 2006, lors duquel il bat Dene O'Kane et Tom Ford en qualifications (9-3 et 9-7), puis Michael Holt par 9-0 au premier tour, avant de s'incliner face à Graeme Dott en seizième de finale (sa première rencontre retransmise à la télévision). La  saison 2007-2008 sera plus décevante et la suivante le sera encore plus.
Scott MacKenzie avait déjà pensé quitter le snooker et avait même jeté sa queue. Son père l'a alors convaincu de continuer, ce qui le poussa alors à emprunter une queue à Martin Dziewialtowski. Il annonce avant le championnat du monde 2009 qu'il quittera le snooker s'il ne se qualifie pas. Il perd son match face à Wayne Cooper au premier tour des qualifications et, ayant perdu sa place sur le circuit principal, il se retire du sport professionnel.
Son bon classement amateur en Écosse lui permet de retrouver une place sur le circuit principal pour la saison 2011-2012. Il fait un bon retour, battant Rod Lawler (4-3), puis Mark King (4-1), avant de perdre face à Liam Highfield (0-4), en seizième de finale du premier tournoi du championnat du circuit des joueurs. Il connait un parcours similaire au cinquième tournoi de ce circuit, où il bat Craig Steadman (4-2), puis Joe Swail (4-1), avant de perdre par 2-4 face à Neil Robertson et au dixième tournoi, où il bat Adam Duffy (4-1), puis Xiao Guodong (4-2), avant de perdre par 0-4 face à Ben Woollaston. Il continue de briller à l'Open d'Australie 2011, où il perd 2-5 face à Ken Doherty au dernier tour des qualifications, après avoir battu Stuart Carrington (5-4), Andy Hicks (5-1) et Tony Drago (5-1). Son retour en forme serait lié à une technique de relaxation.
Quand il n'est pas sur les tournois ou à entrainement, Scott MacKenzie travaille comme boucher.
Il n'a plus joué de match professionnel depuis 2012.

## Palmarès
| Légende | Catégorie                        | Titres                         | Finales                        |
|         | Tournois classés                 | 0                              | 0                              |
|         | Tournois non classés             | 0                              | 0                              |
|         | Tournois du circuit du challenge | 0                              | 1                              |
|         | Tournois pro-am                  | 0                              | 2                              |
| Gras    | Tournois de la triple couronne   | Tournois de la triple couronne | Tournois de la triple couronne |

### Finales
| Saison    | Nom du tournoi                         | Lieu      | Finaliste        | Score | Tableau |
| 1999-2000 | Circuit du Royaume-Uni (épreuve 2)     | Swindon   | Andrew Higginson | 3-6   |         |
| 1999-2000 | Tournoi Pontins pro-am (printemps)     | Prestatyn | Ian Preece       | 4-7   |         |
| 2001-2002 | Tournoi Pontins pro-am (printemps) (2) | Prestatyn | Paul Sweeny      | 3-4   |         |